# The Rejected
The Rejected (Los rechazados) es un documental sobre homosexualidad que se realizó para la televisión en 1961. Fue producido para la estación local KQED en San Francisco por John W. Reavis. The Rejected fue el primer programa documental sobre homosexualidad que se emitió en la televisión estadounidense. Se emitió por primera vez el 11 de septiembre de 1961, y posteriormente fueron vendidos los derechos de emisión a la National Educational Television (NET) que lo emitió por el resto del país. The Rejected recibió críticas positivas y fue un éxito de audiencia. 

## Producción
Reavis, un productor independiente y aparentemente sin conexión con el movimiento homófilo, escribió su idea para The Rejected en 1960. Reavis originalmente le puso el título de The Gay Ones (Los gais/alegres). Explicó los objetivos del programa en su propuesta: 

«El objetivo del programa será presentar el tema con un análisis lo más objetivo posible, sin ser demasiado fríos. Las cuestiones serán las básicas: ¿quiénes son los gays?, ¿cómo se hacen gays?, ¿cómo viven en una sociedad heterosexual?, ¿qué tratamientos ofrece la medicina y la psicoterapia?, ¿cómo son tratados por la sociedad? y ¿cómo les gustaría ser tratados?»

De esta forma Reavis abordó el tema desde el punto de vista de que la homosexualidad era un problema social similar al alcoholismo o la prostitución. Repitiendo así la opinión que frecuentemente se había dado en programas anteriores sobre homosexualidad como los debates en televisiones locales que llevaron títulos como "Homosexuales y los problemas que presentan" y "Homosexualidad: una aproximación psicológica". Las cadenas comerciales rechazaron el programa, como lo hicieron los patrocinadores. La KQED compró el proyecto a principios de 1961 con el nuevo título. El documental se rodó todo en los estudios de la KQED con la excepción de la parte que se localizó en el Black Cat Bar, un bar gay de San Francisco que había estado luchando contra el acoso de la policía y el estado desde 1948. El coste total del documental fue menor de 100 $.
Reavis y Richard Christian utilizaron el formato de talk show, dividiendo el tema en varios tópicos más detallados. En cada segmento Reavis exponía un estereotipo sobre la homosexualidad y después se trataba la validez de dicho estereotipo mediante las entrevistas a los expertos. El objetivo, según la propuesta original era transmitir a los televidentes «un sentimiento de confusión y que la sociedad entera está confusa respecto a la homosexualidad.» Entre los expertos estaban:
- Margaret Mead que hablaba desde un punto de vista antropológico.
- El psiquiatra Karl Bowman del Instituto psiquiátrico Langley Porter[7] y el médico Erwin Braff cubriendo los temas médicos y psiquiátricos.
- El obispo episcopaliano de San Francisco, James Pike, y el rabino Alvin Fine abordando los temas religiosos, que sostuvieron que las leyes de sodomía deberían ser derogadas porque según su opinión la homosexualidad era una enfermedad mental.[8]
- El fiscal del distrito, Thomas C. Lynch, trató los temas legales junto con el abogado Morris Lowenthal (que había sido el defensor del bar gay  Black cat  de San Francisco durante su batalla legal por acoso contra la policía y el gobierno),[9] J. Albert Hutchinson y Al Bendich.[10]
- Además asistieron hombres gays declarados como el presidente de la Mattachine Society, Hal Call, el secretario ejecutivo de la Mattachine, Donald Lucas y su tesorero Les Fisher.[11]

The Rejected fue excepcional para su tiempo por incluir además de los expertos heterosexuales a personas homosexuales. El director de la cadena KQED James Day abrió el documental leyendo la siguiente afirmación del entonces fiscal general de California, Stanley Mosk:

«Con toda la repulsión que alguna gente siente hacia la homosexualidad, no se puede desestimar simplemente ignorando su existencia. Es un tema que merece ser discutido. Podríamos también negarnos a discutir el alcoholismo o la adicción a los narcóticos igual que a discutir este tema. No se puede esconder bajo la alfombra. Simplemente no desaparecerá.»
The Rejected se centró exclusivamente en los varones homosexuales, y no tuvo ninguna representación de lesbianas. Reavis ya se mostró reacio a incluir lesbianas en su propuesta:

«Primero, la repugnancia —o deseo de no pensar sobre el problema— es incluso mayor en la sociedad que el existente hacia el problema de los hombres gays. Segundo, el número de personas implicadas es mucho menor. Tercero, el problema es muy diferente, como lo son sus soluciones. Por ejemplo, la promiscuidad es mucho menor, las relaciones tienden a ser bilaterales, las sanciones económicas y sociales son menores, y la capacidad de mantener una relación de este tipo es mucho más sencilla.»

## Crítica y respuesta popular
The Rejected fue un éxito tanto de crítica como de público. Variety lo describió su matera de tratar el tema «de forma natural y centrada, cubriéndolo rigurosamente, y para la mayoría, de manera interesante.» Terrence O'Flaherty, crítico del San Francisco Chronicle, coincidió, alabando a la KQED por su valentía al tratar el tema, como hizo el San Francisco Examiner, que calificó el tratamiento del programa como «manejado soberbiamente, calmado y en gran profundidad.» El noventa y siete por ciento de las cartas que recibió la KQED, que se contaron por cientos, fueron positivas y muchos de los remitentes animaban a la cadena a hacer más programas como ese. El Dorian Book Service publicó una transcripción de  The Rejected para fuera de San Francisco, y se encargaron cerca de 400 copias. La KQED vendió los derechos de emisión The Rejected a las emisoras de la NET de todo el país, donde fue emitido en más de 40 de sus 55 emisoras, y fue repetido en los canales educativos en 1963 y 1964. Los miembros conservadores de la comunidad gay estuvieron satisfechos de cómo se presentaron los componentes de la Mattachine society, como gente corriente dando una imagen diferente a la percepción general que existía fuera de la comunidad. Algunos activistas radicales como Frank Kameny y Randy Wicker encontraron que el tono del programa parecía pedir disculpas por la homosexualidad.
En 2002 la Gay and Lesbian Alliance Against Defamation (Alianza gay y lésbica contra la difamación) otorgó a la KQED su primer premio, en reconocimiento por la producción de The Rejected como el inicio de una larga historia de programación con temas LGBT.